# Русско-датский союзный договор (1773)
Русско-датский союзный договор 1773 года — секретный союзный договор между Россией и Данией, заключённый 1 (12) августа 1773 года в Санкт-Петербурге.

## Предпосылки
Договор был направлен, прежде всего, против Швеции, в которой король Густав III, осуществив 19 (30) августа 1772 года государственный переворот, арестовал всех членов риксрода, упразднил партии и ввёл сильное королевское правление. Россия, ведшая в это время войну с Турцией, опасалась, что король воспользуется конъюнктурой и выступит против неё, чтобы вернуть Швеции земли, утраченные по Ништадтскому и Абоскому мирным договорам. Датское же правительство испытывало тревогу за принадлежавшую Дании Норвегию.

## Заключение
Подписание договора состоялось 1 (12) августа 1773 года в Санкт-Петербурге. Датскую сторону представлял полномочный министр Дании при русском дворе Кристиан Фредерик Нумсен, русскую — глава Коллегии иностранных дел Никита Иванович Панин и вице-канцлер Александр Михайлович Голицын.

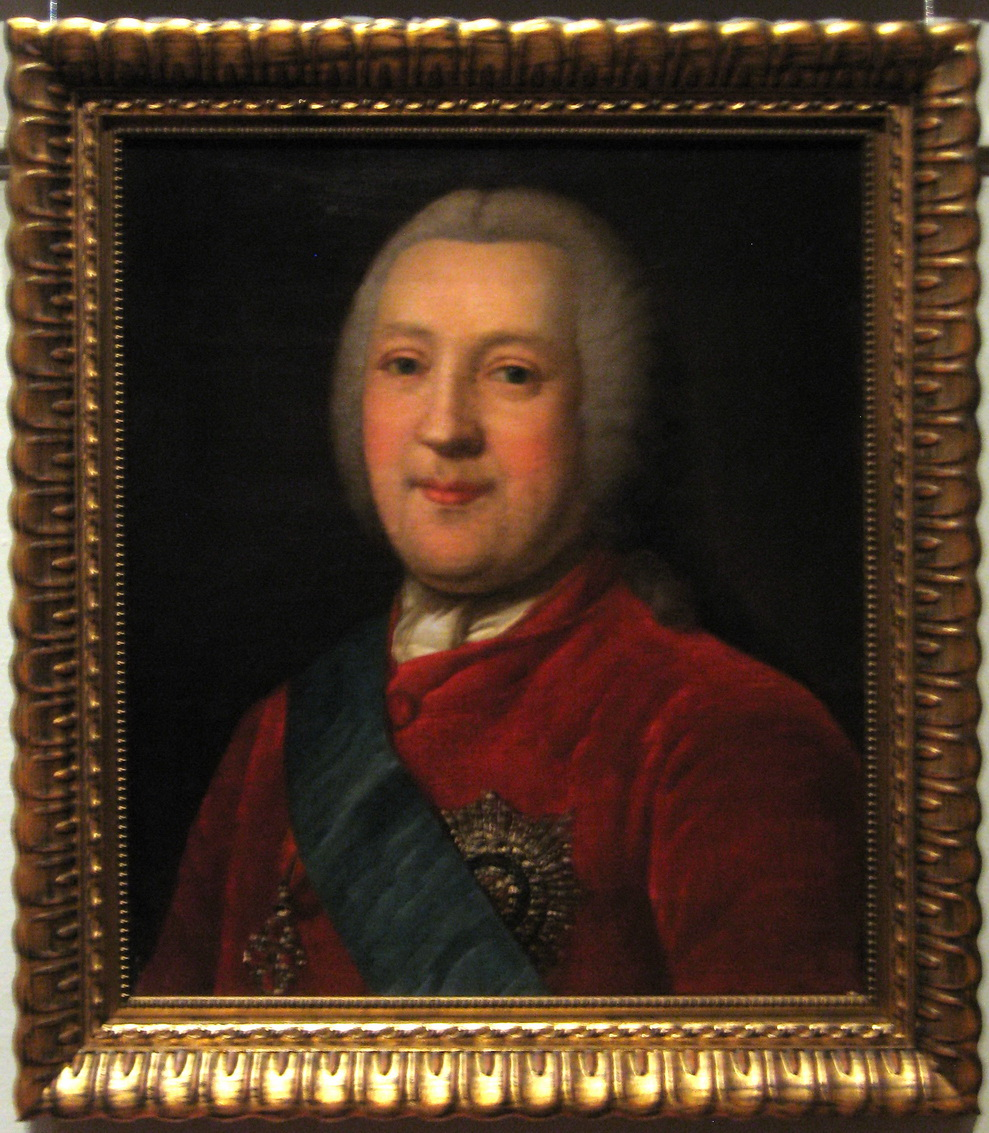
Глава Коллегии иностранных дел Никита Иванович Панин

## Условия договора
Договор состоял из преамбулы, девяти главных статей и одной секретной.
Ст. 1. Русская императрица и датский король гарантировали друг другу исполнение заключённого ранее русско-датского договора об обмене герцогства Голштинского на графства Ольденбург и Дельменхорст.
Ст. 2. Договаривающиеся стороны подтверждали действие русско-датского трактата о дружбе от 28 февраля 1765 года и союзного договора от 13 декабря 1769 года с учётом нижеизложенных в договоре оговорок и дополнений и заявляли о нерушимом и постоянном союзе датского и российского монархов.
Ст. 3. В случае, если одна из договаривающихся сторон была бы атакована третьей державой, то вторая сторона должна была подать первой незамедлительную помощь. Если атакованной стороной оказывалась Россия, то Дания должна была в этом случае отправить ей в помощь 12 тысяч человек пехоты и эскадру из 15 кораблей. Если же нападению подвергалась Дания, то Россия выставляла корпус в 20 тысяч человек и эскадру из 10 военных кораблей.
Ст. 4. Если бы держава, напавшая на одну из договаривающихся сторон, располагалась рядом с не атакованной стороной, то последняя должна была напасть на неё непосредственно со своей территории.
Ст. 5. Если одна из договаривающихся сторон была бы атакована Швецией, то сторона, не подвергшаяся нападению, должна была объявить ей войну.
Ст. 6. Принимая во внимание идущую русско-турецкую войну, король Дании освобождал российскую императрицу от обязательства поставлять в Данию строевой лес, как того требовали условия русско-датского договора 1769 года.
Ст. 7. Дания подтверждала секретные статьи предварительного договора об обмене территориями от 1767 года, касавшиеся свободы русских судов от уплаты зундской пошлины и невзимании с русских торговых кораблей, груженных русскими товарами, пошлин в портах Шлезвига и Голштинии.
Ст. 8. Обе стороны обязались держать в секрете заключение данного союза, дабы не возбуждать беспокойства в других державах.
Ст. 9. Дания и Россия обязались ратифицировать данный договор и обменяться ратификациями в течение шести недель от даты его подписания.
В секретной статье стороны уславливались рассматривать переворот, совершённый в Швеции Густавом III, в качестве casus fœderis русско-датского договора 1769 года и обязывались при первом же удобном случае приложить все усилия для восстановления в Швеции конституции 1720 года. Кроме того, предполагалось привлечение для этих целей Пруссии и Англии, интересы которых также требовали восстановления в шведском государстве былой формы правления.

## Значение
Договор являлся сдерживающим фактором реваншистских настроений в Швеции, а во время русско-шведской войны 1788—1790 годов стал основанием для России потребовать от Дании оказания ей помощи, следствием чего явилась датско-шведская война 1788—1789 годов